# Arenaria fontqueri
Arenaria fontqueri Cardona & J.M.Monts.
 är en nejlikväxt. Arenaria fontqueri ingår i släktet narvar, och familjen nejlikväxter.

## Underarter
- Arenaria modesta var. guarensis Pau
- Arenaria modesta var. cavanillesiana (Font Quer) O.Bolos & Vigo
- Arenaria hispida ssp. guarensis (Pau) P.Monts.
- Arenaria hispida var. cavanillesiana Font Quer
- Arenaria fontqueri ssp. cavanillesiana (Font Quer) Cardona & J.M.Monts.
- Arenaria conimbricensis ssp. cavanillesiana (Font Quer) Cardona & J.M.Monts

## Biotop
Sandig och grusig mark.

## Etymologi
- Släktnamnet Arenaria härleds från latin arena = sand, med syftning på att växten trivs på sandig mark.
- Artepitetet fontqueri är en eponym tillägnad Pius Font Quer och föreslagen av — — —